# Tävlingsledare
Tävlingsledare (TL) är den person som ansvarar och håller i en tävling eller evenemang. Tävlingsledare är oftast folk som utbildat sig inom ämnet. 
Tävlingsledaren är en bok av Hans-Olof Hallén som behandlar detta ämne och är en handbok för nyblivna som såväl erfarna tävlingsledare. 

## Inom bridge
För att bli tävlingsledare måste personen ta en så kallad bronslicens, genom att gå på exempelvis kurs eller annan utbildning. Licensen finns i fyra olika valörer; brons, silver, guld och elit, och dessa blandas in i följande steg:
- Spelledare (ingen formell utbildning)
- Steg 1 (godkänd TL Steg 1 – Brons, utbildning)
- Steg 2 (godkänd TL Steg 2 – Silver, utbildning)
- Steg 3 (godkänd TL Steg 3 – Guld, utbildning)
- Steg 3 instruktör, Steg 3 elit  (dessa två licenser utdelas genom årlig översyn av tävlingskommittén)
- Steg 4 (godkänd TL Steg 4 – EBL, utbildning)

De olika licenserna ger en rätt att döma vid respektive tävlingar; bronstävling, silvertävling, guldtävling (elitlicens leder till exempelvis SM, NM EM).

### Tävlingsledarens praktiska uppgifter
De praktiska uppgifterna består av att exempelvis döma och dela ut scorer och guidekort. När ett regelbrott begås är spelarna skyldiga att tillkalla TL. När TL anlänt till bordet redovisar spelarna vad som hänt. Därefter ger TL ge ett domslut som sedan spelarna agerar efter. Detta domslut kan emellertid överklagas. Tävlingsledaren ska även döma vid brott mot de estetiska reglerna. Att en spelare upprepande gånger bryter mot dessa regler kan denne bli avstängd från tävlingen, alternativt en tidsbestämd avstängning.